# Alexandru Odobescu (Călărași)
Alexandru Odobescu is een gemeente in het Roemeense district Călărași en ligt in de regio Muntenië in het zuidoosten van Roemenië. De gemeente telt 3104 inwoners (2002). De gemeente is genoemd naar de Roemeense schrijver Alexandru Odobescu.

## Geografie
Alexandru Odobescu bevindt zich op de Bărăganvlakte, in het midden van Călărași. De volgende dorpen liggen in de gemeente Alexandru Odobescu: Nicolae Bălcescu, Alexandru Odobescu, Gălățui. De gemeente heeft een oppervlakte van 58,8 km².

## Demografie
In 2002 had de gemeente 3104 inwoners. Volgens berekeningen van World Gazetteer telt Alexandru Odobescu in 2007 3033 inwoners. De beroepsbevolking is 1233. Er bevinden zich 1385 huizen in de gemeente.

## Politiek
De burgemeester van de gemeente Alexandru Odobescu is Niculae Eremia (PNL). Zijn viceburgemeester is Nicolae Dumitru (PNL).

## Onderwijs
Er zijn drie kinderdagverblijven en drie scholen in de gemeente.

## Toerisme
De erg oude archeologische zone is erg toeristisch. Er zijn vondsten gedaan van de Boian- en Cucutenicultuur. Het Gălățui-meer dat 225 ha groot is, de Orthodoxe kerken uit de 20e eeuw en het gebedshuis trekken ook toeristen aan. Nog iets bijzonders in de gemeente is de Zevendedagsadventistengemeenschap.
Alexandru Odobescu · Belciugatele · Borcea · Căscioarele · Chirnogi · Chiselet · Ciocănești · Curcani · Cuza Vodă · Dichiseni · Dor Mărunt · Dorobanțu · Dragalina · Dragoș Vodă · Frăsinet · Frumușani · Fundeni · Grădiştea · Gurbănești · Ileana · Independenţa · Jegălia · Lehliu · Luica · Lupșanu · Mânăstirea · Mitreni · Modelu · Nana · Nicolae Bălcescu · Perișoru · Plătărești · Radovanu · Roseți · Sărulești · Sohatu · Șoldanu · Spanțov · Ștefan cel Mare · Ștefan Vodă · Tămădău Mare · Ulmeni · Ulmu · Unirea · Vâlcelele · Valea Argovei · Vasilați · Vlad Țepeș